# Salpichroa origanifolia
Muguet des pampas
Pour les articles homonymes, voir Muguet et Grillet (homonymie).
Espèce
Classification phylogénétique
Salpichroa origanifolia, le muguet des pampas, est une espèce de plante vivace de la famille des Solanaceae.

## Description
Cette plante rampante, velue, rameuse, atteignant 1,5 m de haut, présente des feuilles entières, simples, longues de 15 à 25 mm et, de juillet à septembre, des fleurs axillaires, solitaires, dont la corolle blanche, en forme de clochette, mesure 6 à 10 mm de long.
Sa floraison a lieu de mai à octobre.

## Distribution
Originaire d'Amérique du Sud, elle est naturalisée dans de nombreuses régions au climat doux.

### France
En France elle se rencontre sur le littoral (Corse incluse).

## Utilisation
- La baie blanc-crème, d'un diamètre de 10 à 15 mm, est comestible et sert à faire des conserves en Argentine et au Paraguay[1].